# José Frederico Bravo de Drummond Ludovice
José Frederico Bravo de Drummond Ludovice (Lisboa, 3 de Dezembro de 1919 — Sobral de Monte Agraço, 19 de Setembro de 2007) foi um arquitecto e compositor português.

## Biografia
Filho do tesoureiro-mor da Câmara Municipal de Lisboa, Leopoldo Humberto Frederico de Drummond Ludovice e de sua esposa Juvenália Amélia D’Oliveira Ferraz Bravo, Compositora e Pintora, discípula do Grande Mestre Malhoa, Bordalo Pinheiro e Conceição e Silva; neto materno da pianista compositora, Maria Amélia d´óliveira Ferraz Bravo, mais conhecida por Maria Bravo, com nome artístico de AD Brinita nas suas partituras editadas; hexaneto e pentaneto por linha varonil dos dois arquitetos do Palácio Convento de Mafra, o célebre Arquiteto/ Ourives João Frederico Ludovice e seu filho também arquiteto formado na escola do risco em Mafra, João Pedro Ludovice e tetraneto do diplomata e conselheiro António de Menezes e Vasconcelos de Drummond. José Frederico Ludovice nasceu a 3 de Dezembro de 1919, em Belém, Pedrouços, Lisboa. 
Desde tenra idade que se inniciou no piano com as duas mestres que possuia em casa, ambas compositoras e pianistas, a sua mãe Juvenália Amélia de Oliveira Ferraz Bravo e a sua avó Maria Amélia Ferraz Bravo. Ambas discipulas do grande mestre pianista e compositor óscar da Silva, por sua vez discipulo da grande pianista e compositora Clara Jesephine Wieck Schumann. Entre muitas composições suas destaca-se o Hino para a OTAN em 1951 e a canção Estoril, Esta música para o Estoril, foi inspirada pelo amanhecer, junto ao mar, no Tamariz, quando depois de ter saído do Casino Estoril, onde tocava piano, nos anos quarenta,  aguardava transporte para regressar a Lisboa. Depois de a ter tocado em presença do amigo Fernando d’Eça Leal, este entusiasmado ofereceu-se para escrever a letra para a mesma. Inicialmente a música foi concebida com um ritmo não de bolero, mais livre e só depois, para ser tocada como música de dança, nas boites, passou a bolero. Passados alguns anos, encontrando-se em Angola, foi-lhe solicitada a autorização para a referida composição servir como música de fundo do documentário, (Costa do Sol ) sobre o Estoril, sendo a música adaptada por Segundo Galarza.
Estudou em Lisboa no Liceu Camões e mais tarde em 1953, formou-se em arquitetura na Escola Superior de Belas-Artes de Lisboa. Foi aluno de entre outros mestres do escultor Leopoldo de Almeida e do arquiteto Luís Cristino da Silva.
Em 1953 apresentou no Concurso para a Obtenção do Diploma de Arquiteto (CODA) na Escola Superior de Belas Artes de Lisboa (a mais longa Defesa de Tese realizada até então naquela escola), um projeto para um Seminário Maior, a integrar numa possível Universidade Católica a construir em Portugal, na encosta da Ajuda, fazendo parte dele um bloco de vinte pisos, o que era bastante arrojado para aquela época. Obteve a classificação de 18 valores.
Nos anos de 1953/54, tirocinou no atelier da Câmara Municipal de Lisboa sob a direção do arquiteto Francisco Keil do Amaral, dando continuidade ao projeto de Monsanto com 3 projetos de bares restaurante.
Foi Professor do Ensino Técnico e Liceal da disciplina de Desenho nos períodos de 1948-1968 e de 1977-1990.
Em 1951, compôs um Hino, “Europa em Marcha”, cuja partitura foi adotada pela OTAN (NATO) em 1952, com uma nova letra, intitulando-se “Atlantic Hymn“ (Hino da Nato).
O então Coronel Humberto Delgado, que, por desempenhar importantes funções políticas na OTAN, levou a partitura do referido hino para os Estados Unidos.
Entretanto, não existindo qualquer organização política ao nível Europeu, Humberto Delgado aconselhou os autores da referida peça a mudarem o nome deste hino e a referida letra, tanto mais que no referido poema já havia uma alusão ao Atlântico. Nesta ordem de ideias surgiu um novo poema para a música, mas desta vez escrito em inglês, passando o hino a intitular-se “Atlantic Hymn “, tendo sido registada a partitura nos Estados Unidos, graças ao entusiasmo e a gentileza de Humberto Delgado.
O “Atlantic Hymn “ foi tocado nos Estados Unidos e noutros países.
Em gravações feitas em Lisboa e oferecidas pelo Conde de Tovar a Lord Ismay, em Paris, então este hino passou a ser escutado com algum interesse, para além da Cortina de Ferro.
A Emissora Nacional adotou este hino como sinal radiofónico do noticiário sobre a reunião da OTAN que se realizou em Lisboa em Fevereiro de 1952.
Em Abril de 1989, esta composição, foi tocada pelos Coros em Bruxelas, durante as festas de celebração do 40.º aniversário da OTAN (NATO).
Tirou ainda o curso de Ciências Pedagógicas com a média de 16 valores; frequentou os cursos de Cenografia e Música no Conservatório Nacional tendo colaborado com o Professor Hugo Manuel, no Teatro de São Carlos nos cenários de representação de 7 óperas, entre as quais, o Barbeiro de Sevilha, o Rigoleto e Falstaf.
1954 – Participa com uma partitura sua no concurso internacional de música sobre o Hino Olímpico.
Em 1954, desempenhou as funções de Arquiteto da Câmara de Lisboa;
Em 1958 foi Arquiteto Avençado da Câmara Municipal de Sines, onde desenvolveu o Plano de Urbanização de Sines.
1957 – Participa no Concurso para o monumento ao Infante D. Henrique a construir no promontório de Sagres.
No ano de 1958 parte para África, e fica a residir em Sá da Bandeira, atual cidade do Lubango, Huíla em Angola.
1960-1963 - Foi Arquiteto chefe da 6.º Secção de Urbanização dos Serviços de Obras Públicas e Comunicações de Angola.
Em 1962, projeta a Esplanada Capela na Senhora do Monte em Sá da Bandeira.
«Dado que a Capelinha de Nossa Senhora do Monte não pode comportar o número de fiéis que ali acorrem por ocasião dos festejos de 15 de Agosto, decidiu a Câmara Municipal procurar, por intermédio do seu Arquiteto, José Frederico Ludovice, uma solução para aquele óbice.
Então o arquiteto, apresentou uma solução, com um largo recinto escavado na encosta da serra permitindo a implantação de uma esplanada capela, solução pouco dispendiosa, na qual o altar e as bancadas em pedra estão ao ar livre e como fundo um baldaquino com o desenvolvimento de 21 metros e uma agulha de 17.60m em betão armado, assim como a estátua, a qual pesa 750 quilos e tem a altura de 2,5m. As cordas da "harpa" são em tubos de fibrocimento e a cruz é de tubo galvanizado. O peixe, símbolo da Eucaristia, é de ferro forjado. O altar, bloco maciço, de tijolo, coberto de "onkhula", reclama o lajeamento e respetivos assentos, que até hoje não foram executados. Sendo atualmente considerada o símbolo espiritual de Angola» .
- Em 1965, concluiu o Curso de ciências pedagógicas com a média de 16 (dezasseis) valores.
- No ano de 1968 – no dia 9 de Março tomou posse do lugar de Arquiteto Privativo da Câmara Municipal de Sá da Bandeira, documento que passo a citar.
Serviços Técnicos do Município de Sá da Bandeira/Lubango/Angola, 9 de Março de 1968:
« Tomou posse no dia 9 do corrente do lugar de Arquiteto Privativo desta Câmara Municipal, José Frederico Bravo de Drummond Ludovice, que desempenhou funções docentes no Liceu Nacional de Diogo Cão. Espera assim esta Câmara dar mais um impulso no desenvolvimento citadino, principalmente no seu especto urbanístico porquanto o técnico ora admitido, que já prestou o seu contributo a esta Cidade quer como integrado nos serviços de Obras Públicas quer como avençado deste Município, deu bastantes provas de bom gosto, sentido de realidades e competência. Após um grande interregno durante o qual o Município sempre lutou pelo preenchimento do lugar de Arquiteto conseguiu-se finalmente suprir uma lacuna nos serviços técnicos Municipais, que contam com a colaboração de um engenheiro civil e de outro Eletrotécnico, ambos avençados. »
1970-1975- Foi assistente das cadeiras de desenho, métodos gráficos e história do pensamento matemático e desempenhando as regências destas cadeiras, na Secção de Matemática de Sá da Bandeira, Universidade de Luanda.
1975-1990 - Reformado da Universidade de Luanda em 1975, dedicou-se ao ensino particular tendo lecionado no Colégio Manuel Bernardes e mais tarde, em 1982, no Externato Irene Lisboa onde permanece até 1990, ano em que se reformou do Ensino Particular.
Vivia na Vila de Sobral de Monte Agraço desde 1982 onde construiu para si uma moradia. 
Em 28 de agosto de 2012, foi homenageado por Sua Excelência o Governador Provincial da Huíla, o Eng. Isaak Maria Francisco dos Anjos, na inauguração do restauro da Esplanada Miradouro da Tundavala, obra de sua autoria, (1963), onde foi colocada uma placa com o seu nome, como arquiteto desta, reconhecido então como o arquiteto da Cidade de Sá da Bandeira, atual Lubango. 
Foi lançado o livro " O arquiteto compositor José Frederico Ludovice",  em Agosto de 2013 no Lubango. Feita a homenagem à sua obra, hoje é reconhecido como o arquiteto da cidade, onde grande parte das suas obras são atualmente ex libris da cidade.